# Nycticeinops crassulus
Nycticeinops crassulus — вид рукокрилих ссавців із родини лиликових.

## Середовище проживання
Країни поширення: Ангола, Камерун, Республіка Конго, Демократична Республіка Конго, Кот-д'Івуар, Габон, Гвінея, Кенія, Ліберія, Судан, Уганда. Він був записаний з гірських і низинних вологих тропічних лісів і з рівнинних сухих тропічних лісів.

## Загрози та охорона
Здається, немає серйозних загроз для цього широко поширеного виду. Здається, немає прямих заходів щодо збереження виду. Не відомо, чи вид присутній у котрійсь із природоохоронних територій.